# Középső ferde nyakizom

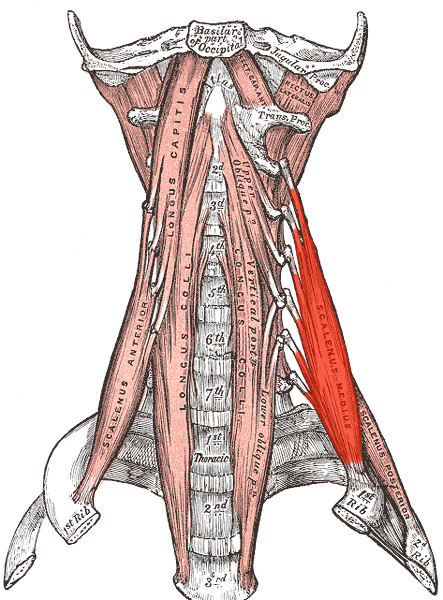
A nyak izmai (a vörös jelöli a scalenus mediust)

A musculus scalenus medius egy apró izom az ember nyakában.

## Eredés, tapadás, elhelyezkedés
A II., III., IV., V. VI. és a VII. nyakcsigolya processus transversus vertebraenek a tuberculum anterior vertebrae cervicalisáról ered. Az első bordán (costa prima) tapad.

## Funkció
Emeli az első bordát és forgatja a nyakat.

## Beidegzés, vérellátás
A ramus anterior nervi spinalis idegzi be és az arteria cervicalis ascendens látja el vérrel.

## Külső hivatkozások
- Leírás